# Lo sportivo senza famiglia
Lo sportivo senza famiglia (Беспризорный спортсмен, Bezprizornyj sportsmen) è un film del 1926 diretto da Nikolaj Bogdanov, Nikolaj Bravko e Lev Konstantinovskij.